# Eskişehirspor
Eskişehirspor is een Turkse voetbalclub uit Eskişehir, dat momenteel uitkomt op het derde niveau in het land en wordt getraind door Cem Karaca. De club speelt zijn thuiswedstrijden in het Yeni Eskişehir Stadion, dat per 20 november 2016 is geopend. De kleuren van de club zijn rood en zwart.

Eskişehir ligt in Centraal-Anatolië.

## Geschiedenis

### Oprichting
De club werd op 19 juni 1965 opgericht door een fusie van Akademi Gençlik, İdmanyurdu en Yıldıztepe. Ze hebben als bijnaam De Ster van Anatolië. Vooral in de beginjaren was de club succesvol, 3 keer werd de club vicekampioen (1969, 1970 en 1972). Fethi Heper, de latere financiën professor, werd met 13 doelpunten top scorer van de competitie in het seizoen 1969-70.
De club is tot nu toe nog nooit kampioen geworden, maar heeft wel eenmaal de Turkse beker gewonnen. De club won ook een keer de Turkse supercup. Deze werd gewonnen in 1971 tegen Galatasaray SK. Galatasaray verloor deze wedstrijd met 2-3. Ze hebben ook een grote Europese ervaring in de Balkan Cup. De club geraakte in het jaar 1975 tot in de finale maar verloor met scores van 1-2 en 0-1 tegen FK Radnički Niš.
In de jaren 70 worden de supporters van Eskisehirspor en de naam Amigo (mascotte) Orhan in één adem genoemd. Eskisehir was vastbesloten een einde te maken aan de heerschappij van de clubs uit Istanbul. Eskisehir was aan het transformeren en was de trots van Anatolië. Hiermee heeft de club met de bijnaam "Es-Es" verreweg de meeste supporters als club uit Centraal-Anatolië.

### Oprichters
| - Mehmet Aziz Bolel - Niyazi Önal - İsmail Özdemir - Orhan Gönül - İbrahim Bozkurt - Dinçer Akman | - Mustafa Gerçeker - Adil Atalı - Nafiz Yazıcıoğlu - Mennen Yalım - Abdullah Uygur |

### 2006 - 2008
In het seizoen 2006-2007 mocht de club spelen in de 1. Lig. Dat seizoen eindigden ze op een 13de plaats met 40 punten. Het jaar daarna in het seizoen 2007-2008 eindigde de club op een 4de plaats en mocht zo meedoen aan de play-offs. De wedstrijd eindigde op 0-0 dus mochten de beide clubs naar verlengingen. Na de verlengingen kwamen er ook geen doelpunten dus werd er overgegaan tot strafschoppen. De strafschoppenserie wist Eskişehir met 6-5 te winnen, en zo mocht de club door naar de finale. In de play-offs finale van de TFF 1. Lig werd Boluspor met 2-0 verslagen. Na 12 seizoenen in de lagere klassen te hebben gespeeld keerde Eskisehirspor vanaf het seizoen 2008-09 weer terug in de Süper Lig.

### 2008 - 2011
De club mag na lange tijd in de lagere divisies terug in de Süper Lig optreden. Er zijn veel nieuwelingen, in de selectie maar ook in de staf. Rıza Çalımbay kwam aan het hoofd van de ploeg. De club eindigde op de 11de plaats met 40 punten. In de Fortis Türkiye kupası werden ze uitgeschakeld in de groepsfase.
In het seizoen 2009-2010 versterkte de club zich met goede voetballers, zoals onder andere; Volkan Yaman, Ümit Karan, Jaycee Okwunwanne en Sezer Öztürk. Maar de club eindigde op een 7de plaats en kon weer niet in een Europese beker spelen. In de Turkse beker ontgoochelde de club weer, en werd uitgeschakeld in de groepsfase. In 2010-2011 kocht de club spelers van grote competitie zoals; Premier League, Serie A en Bundesliga. Maar de club eindigde weer op een 7de plaats. En in de beker verloor het al in de play-off ronde. Die wedstrijd verliest de club tegen Denizlispor met 2-1.

### 2011 - 2016
Het seizoen 2011-2012 was een goed seizoen voor Es-Es. Ze kopen Dedê van Borussia Dortmund. Bij de supporters werd verwacht dat hun team dat jaar hun land kon vertegenwoordigen in een Europese competitie. Eskişehirspor begon goed aan het seizoen met een 1-0 zege bij Beşiktaş JK. De week daarna won de club tegen Sivasspor met 4-0. Maar na deze zege kon het 5 weken achter elkaar niet winnen. Toch eindigde de club op een 5de plaats en speelde de ploeg play-offs voor de Europa League. De eerste wedstrijd werd gespeeld tegen Istanbul BB. Deze wedstrijd eindigde op een 1-1 gelijkspel. Bij de volgende wedstrijd moest Es-Es het opnemen tegen Sivasspor. Deze wedstrijd eindigde ook op een 1-1 gelijkspel. De derde wedstrijd was Eskişehirspor-Bursaspor. Met doelpunten van Diego Ângelo en Vitor Pelé wist Es-Es de wedstrijd met 2-0 te winnen. De terugwedstrijd tegen Bursaspor verloor echter Es-Es met 3-2. De week daarna moesten ze het opnemen tegen Istanbul BB. Eskişehir moest alles proberen recht te zetten met deze wedstrijd, en dat deden ze ook. Eskişehir won deze wedstrijd met 3-1. De laatste wedstrijd van de play-offs was tegen Sivas. Ze wonnen die wedstrijd met 3-1, maar eindigden op een 2de plaats, met 1 punt minder dan Bursaspor. Toch mochten ze naar de Europa league omdat Beşiktaş JK van het UEFA 1 jaar lang niet in een Europese competitie mocht komen. UEFA zag Es-Es een goede ploeg als vervanger van Beşiktaş. In de Turkse beker bereikte de club de halve finale. Daar verloren ze tegen Bursaspor met 3-0.
In het seizoen 2012-13 speelde Es-Es in de 2de voorronde van de Europa league tegen St. Johnstone FC. De eerste wedstrijd eindigde op een 2-0-overwinning van Eskişehirspor. De 2de wedstrijd eindigde op een 1-1 gelijkspel, zo mocht Es-Es door naar de 3de voorronde. Daar moest de club het opnemen tegen de Franse ploeg Olympique Marseille. Thuis bleef de wedstrijd op een 1-1 gelijkspel. In Marseille verloor Es-Es met 0-3, zo zat Europa er voor dat seizoen op voor Es-Es.
Het seizoen 2013-14 weet het team in de competitie 12e te worden. Het bekeravontuur is succesvoller, echter moet de ploeg zich in de finale met 0-1 gewonnen geven tegen Galatasaray. Eskişehirspor plaatst zich voor deelname aan de UEFA Europa League (UEL). Toch wordt de club voor één seizoen niet toegelaten, omdat er niet voldaan wordt aan de UEFA-regelgeving en meer specifiek aan (de toelatingscriteria
uit de) Regulations of the UEL. Artikel 2.08 UEL Regulations bepaalt dat directe of indirecte betrokkenheid bij het beïnvloeden van uitslagen van voetbalwedstrijden kan resulteren in het niet toelaten van een club in de UEL.  Dit artikel heeft ten doel om 
de waarden, doeleinden, reputatie en integriteit van de UEFA-competities te beschermen. De uitsluiting van deelname aan de UEL op grond van artikel 2.08 moet derhalve worden beschouwd als een administratieve maatregel en geen tuchtrechtelijke sanctie. De volledige uitspraak van het sporttribunaal CAS vindt op 2 september 2014 plaats.

### 2016 - 2025
Jaargang 2015-16 betekent het jaar van de degradatie uit de Süper Lig, met een 17e plek wordt dit bekrachtigd.
Per 20 november 2016 betrekt de club de nieuwe thuishaven, Yeni Eskisehir Stadı, met een 2-0 overwinning op Yeni Malatyaspor. De in Eskisehir geboren Hasan Hüseyin Acar wordt de eerste doelpuntenmaker in het stadion. In het eerste seizoen na de degradatie wordt promotie terug naar de Süper Lig ternauwernood gemist. De ploeg eindigt als derde, maar verliest de finale om de laatste promotieplek. Daarna begin de club aan een vrije val. Drie seizoenen achtereenvolgens wordt degradatie telkens op het nippertje vermeden, maar in het seizoen 2020-2021 gebeurt het alsnog. De club, geplaagd door bestuurlijke crises en sancties, sluit een vernederend seizoen af. Met maar één overwinning en vijf gelijkspellen worden slechts acht punten behaald. Daarna volgen twee seizoenen waarin opnieuw wordt gedegradeerd, waardoor de club uit de professionele divisies verdwijnt en moet spelen in de regionale amateurdivisie. Na twee seizoenen herpakt het team zich en promoveert na twee seizoenen weer naar de professionele divisie.

### Erelijst
- Turkse Beker
  - Winnaar: 1971
  - Finalist: 1970, 1987, 2014
- Balkan Cup
  - Finalist:1975
- Turkse supercup
  - Winnaar: 1971

## Eskişehirspor in Europa
Uitslagen vanuit gezichtspunt Eskişehirspor
| Seizoen                                                     | Competitie           | Ronde | Land                           | Club                 | Totaalscore | 1e W    | 2e W    | PUC |
| ----------------------------------------------------------- | -------------------- | ----- | ------------------------------ | -------------------- | ----------- | ------- | ------- | --- |
| 1970/71                                                     | Jaarbeursstedenbeker | 1R    | Vlag van Spanje                | Sevilla FC           | 3-2         | 0-1 (U) | 3-1 (T) | 4.0 |
|                                                             |                      | 2R    | Vlag van Nederland             | FC Twente            | 4-8         | 3-2 (T) | 1-6 (U) | 4.0 |
| 1971/72                                                     | Europacup II         | 1R    | Vlag van Finland               | MP Mikkeli           | 4-0         | 0-0 (U) | 4-0 (T) | 3.0 |
|                                                             |                      | 1/8   | Vlag van Sovjet-Unie           | FC Dinamo Moskou     | 0-2         | 0-1 (T) | 0-1 (U) | 3.0 |
| 1972/73                                                     | UEFA Cup             | 1R    | Vlag van Italië                | ACF Fiorentina       | 1-5         | 1-2 (T) | 0-3 (U) | 0.0 |
| 1973/74                                                     | UEFA Cup             | 1R    | Vlag van Duitsland             | 1. FC Köln           | 0-2         | 0-0 (T) | 0-2 (U) | 1.0 |
| 1975/76                                                     | UEFA Cup             | 1R    | Vlag van Bulgarije (1971-1990) | Levski-Spartak Sofia | 1-7         | 0-3 (U) | 1-4 (T) | 0.0 |
| 2012/13                                                     | Europa League        | 2Q    | Vlag van Schotland             | St. Johnstone FC     | 3-1         | 2-0 (T) | 1-1 (U) | 2.0 |
|                                                             |                      | 3Q    | Vlag van Frankrijk             | Olympique Marseille  | 1-4         | 1-1 (T) | 0-3 (U) | 2.0 |
| Totaal aantal behaalde punten voor UEFA coëfficiënten: 10.0 |                      |       |                                |                      |             |         |         |     |

## Selectie seizoen 21/22
| Nr. |                  | Positie | Speler             |
| --- | ---------------- | ------- | ------------------ |
| 1.  | Vlag van Turkije | DM      | Alp Köseer         |
| 3.  | Vlag van Turkije | V       | Muhammet Akbulut   |
| 5.  | Vlag van Turkije | V       | Sezgin Coşkun      |
| 6.  | Vlag van Turkije | M       | Furgan Polat       |
| 8.  | Vlag van Turkije | M       | Onur Bayramoğlu    |
| 9.  | Vlag van Turkije | A       | İbrahim Halil Öner |
| 10. | Vlag van Turkije | M       | Talha Erdoğan      |
| 11. | Vlag van Turkije | A       | Kaan Gül           |
| 15. | Vlag van Turkije | M       | Alperen Kocabaş    |
| 18. | Vlag van Turkije | M       | Kaan Kanak         |
| 20. | Vlag van Turkije | M       | Göktuğ Ünüvar      |
| 23. | Vlag van Turkije | V       | Tolga Yakut        |

| Nr. |                  | Positie | Speler             |
| --- | ---------------- | ------- | ------------------ |
| 24. | Vlag van Turkije | V       | Arda Okumuş        |
| 26. | Vlag van Turkije | M       | Buğra Çağlıyan     |
| 27. | Vlag van Turkije | V       | Furkan Balaban     |
| 28. | Vlag van Turkije | V       | Selman Çiftkanatlı |
| 33. | Vlag van Turkije | DM      | Ebrar Aydın        |
| 55. | Vlag van Turkije | V       | Emir Yıldız        |
| 80. | Vlag van Turkije | M       | Bedirhan Akçay     |
| 88. | Vlag van Turkije | M       | Doğukan Ünal       |
| 90. | Vlag van Turkije | A       | Onur Arı           |
| 97. | Vlag van Turkije | V       | Hasan İlkay Özcan  |
| 99. | Vlag van Turkije | M       | Berkay Tanır       |

 = Aanvoerder
 = Blessure

## Bekende (ex-)spelers
Turkije
- Fethi Heper
- Okan Aydın
- Aytaç Kara
- Ömer Çatkıç
- Sergen Yalçın
- Sezer Öztürk
- Serdar Özkan
- Burak Yılmaz
- Ümit Karan
- Batuhan Karadeniz
- Volkan Yaman
- Servet Çetin
- Tarık Çamdal
- Uğur İnceman
- Semih Şentürk
- Erman Kılıç

Bahreiner
- Jaycee Okwunwanne

Belgen
- Ruud Boffin
- Alpaslan Öztürk

Brazilianen
- Diego Ângelo
- Dedê

Chilenen
- Rodrigo Tello

Egyptenaars
- Abdel Zaher El Sakka

Ghanezen
- Jerry Akaminko

Guineeër
- Souleymane Youla

Portugezen
- Pelé

Schotten
- Kris Boyd

Senegalezen
- Alfred N'Diaye

Serven
- Goran Causic

Zweden
- Erkan Zengin

Zwitsers
- Nassim Ben Khalifa

Nederlanders
- Jeremy Bokila
- Nadir Çiftçi
- Eren Yildizturan[6][7]